# Смольянов, Иван Данилович
Иван Данилович Смольянов (род. 9 февраля 1932, село Колово, Грязнухинский район, Алтайский край) — генеральный директор Иркутского производственного лесозаготовительного объединения «Иркутсклес», Герой Социалистического Труда. 

## Биография
Родился 9 февраля 1932 года в селе Колово Грязнухинского района Алтайского края. Окончил в 1952 году Бийский лесной техникум и уехал на Сахалин, начал работать лесничим в Рыбновском лесхозе Сахалинской области. С 1954-1956 гг. служил в армии на Камчатке. Демобилизовался в звании лейтенанта, стал работать лесничим Даубихинского мехлесхоза Приморского края, специализировавшемся на выращивании и сборе бархата амурского для Военно-морского флота. С 1959 г. – главный лесничий, затем директор Партизанского мехлесхоза Алтайского края. В 1966 г. получил высшее образование в Сибирском технологическом институте, на заочном отделении. В 1970 г. назначен начальником комбината «Иркутсклес», который в то время был одним из крупнейших не только в объединении «Иркутсклеспром», но и во всем Минлеспроме РСФСР и СССР. 

### Трудовой подвиг
За выдающиеся успехи, достигнутые в выполнении плановых заданий и социалистических обязательств 1984 г. и одиннадцатой пятилетки по заготовке и вывозке древесины и проявленный трудовой героизм, в 1985 г. И. Д. Смольянову – генеральному директору Иркутского производственного лесозаготовительного объединения «Иркутсклес» присвоено звание Героя Социалистического Труда.